# レアンドロ・ドミンゲス・バルボーザ
レアンドロ・ドミンゲス・バルボーザ（Leandro Domingues Barbosa、1983年8月24日 - 2025年4月1日）は、ブラジル・バイーア州ヴィトリア・ダ・コンキスタ市出身の元サッカー選手。現役時代のポジションはミッドフィールダー、フォワード。元サッカー選手のクレイトン・ドミンゲスは実弟。
現役引退後は2022年から精巣がんと闘い、2025年4月に41歳で死去した。

## 経歴

### ブラジル時代
12歳の時からECヴィトーリアの下部組織に所属し、2001年、トップチームへ昇格。
2006年、ブラジル全国選手権セリエCに降格したクラブを1年でセリエBへ昇格させる原動力となり、翌年、セリエA・クルゼイロECへ移籍した。
2008年、当時の監督であったアジウソンとの関係が悪化し、ミナスジェライス州選手権のタイトルを獲得した後、セリエAに昇格していたヴィトーリアへ復帰。
2009年、フルミネンセFCへ移籍するが、出場機会に恵まれず、再びヴィトーリアへ戻った。

### 柏レイソル
2010年、J2・柏レイソル監督であったネルシーニョが獲得を熱望したこともあり、柏へ移籍。3月28日の東京ヴェルディ1969戦で移籍後初ゴールとなる 決勝ゴールを決めた。以降も「（J2でプレーするのは）反則」と言われるほどの圧倒的なパフォーマンスで首位を独走するチームを牽引し、13ゴールを決めただけでなく、アシストでも貢献、クラブ初のJ2優勝・1年でのJ1復帰に貢献した。
2011年、J1の舞台でも引き続き質の高いプレーを続け、前年の成績を上回るリーグ戦15得点を記録。Jリーグ史上初となる昇格1年目でのJ1優勝を達成し、自身もJリーグ最優秀選手賞を受賞した。
2012年、シーズン終盤に右膝内側側副靭帯を損傷。約1ヶ月間離脱を余儀なくされたが、リーグ戦10得点を記録し、2年連続でJリーグベストイレブンに選出された。
2013年、シーズン中に3度の負傷で戦線離脱したこともあり、リーグ戦では移籍後最小となる12試合2ゴールに留まった。

### 名古屋グランパス
2014年、練習の遅刻やトラブルなどがあり解雇、それにともない名古屋グランパスへ移籍。10月11日の天皇杯準々決勝で左ハムストリング肉離れで離脱し、2015年開幕前には、右ひざの検査のため一時帰国 するなど、負傷での離脱が続き、2ndステージ第8節で11か月ぶりに復帰。リーグ戦終了後、契約満了が発表された。
2016年より古巣であるECヴィトーリアに復帰することが発表された。

### 横浜FC
2017年6月、ポルトゥゲーザとの契約を解除し、横浜FCへ移籍。
2018年11月23日、J2第40節・大分トリニータ戦で、全得点に絡む活躍で逆転勝利に貢献したこと、J2第41節・ファジアーノ岡山戦で2得点を挙げ、4連勝の立役者になったこと、今シーズンはイバの17得点に次ぐ11得点をマークし、チームをJ1参入プレーオフ圏内の3位に導いたことが評価され、月間MVPを受賞。
2020年シーズンをもって契約満了により横浜FCを退団。

### 死去
2022年に精巣がんが見つかり、移植などの治療を受けたが、2025年4月1日に死去した。41歳没。

## プレースタイル
シュート、パス、ドリブル、プレースキック、オフ・ザ・ボールの全てを高いレベルでこなせるオールラウンダー。ゲームコントロールに長け、視野が広く、プレー選択の判断も早い。
テクニシャンながらシンプルなプレーを好み、派手なプレーを見せることはほとんどない。

## 人物
- 既婚者であり、右腕には息子の名前のタトゥーを入れていた[19]。自身がゴールを決めた時は、このタトゥーにキスをすることが恒例となっていた。
- 来日してからしばらく車を持たず、練習場やスタジアムまで徒歩で通っていた。本人はその理由について「練習場から歩いてこれる距離に家がありますし、どこへ行くにも日本は電車網が繋がっています。東京に行くにしても、車より電車の方が早く着きますしね。それに、日本は危険なところが少なく、家の近くでなんでもモノが揃いますから」と語っている[23]。
- 日本の浴場に置いてある「小さなイス」を気に入っていた[23]。
- 本気とも冗談ともつかないナルシスト的な発言をすることが多く、2012年の柏レイソル公式プロフィールに記載されていた「レイソル選手でNo.1のイケメン」というお題に「俺」と回答しているほか、「あなたの『モテキ』はいつだった？」という質問に対しては「いつもそうだった」と答えている[24]。また、2011年のリーグ優勝記念に行われたビールかけの際には、チームメイトからプレーを褒めちぎられた後に「これで顔がよければなぁ」と冗談を言われ、「うそ!?自分ではイケてると思うんだけど……」と返したという[25]。
- 2014年シーズン途中まで在籍した柏にはレアンドロ・モンテーラ・ダ・シルバという同名選手が在籍していた。この際双方が「レアンドロ」と表記される事になったためか、一部の新聞などでは区別のためにドミンゲスの名前を「レアンドド」と表記されることがあった。

## 個人成績
| 国内大会個人成績 | 国内大会個人成績 | 国内大会個人成績 | 国内大会個人成績 | 国内大会個人成績 | 国内大会個人成績 | 国内大会個人成績 | 国内大会個人成績 | 国内大会個人成績 | 国内大会個人成績 | 国内大会個人成績 | 国内大会個人成績 |
| 年度             | クラブ           | 背番号           | リーグ           | リーグ戦         | リーグ戦         | リーグ杯         | リーグ杯         | オープン杯       | オープン杯       | 期間通算         | 期間通算         |
| 年度             | クラブ           | 背番号           | リーグ           | 出場             | 得点             | 出場             | 得点             | 出場             | 得点             | 出場             | 得点             |
| ブラジル         | ブラジル         | ブラジル         | ブラジル         | リーグ戦         | リーグ戦         | ブラジル杯       | ブラジル杯       | オープン杯       | オープン杯       | 期間通算         | 期間通算         |
| ---------------- | ---------------- | ---------------- | ---------------- | ---------------- | ---------------- | ---------------- | ---------------- | ---------------- | ---------------- | ---------------- | ---------------- |
| 2001             | ヴィトーリア     |                  | セリエA          |                  |                  |                  |                  | -                | -                |                  |                  |
| 2002             | ヴィトーリア     |                  | セリエA          |                  |                  |                  | -                | -                |                  |                  |                  |
| 2003             | ヴィトーリア     |                  | セリエA          |                  |                  |                  | -                | -                |                  |                  |                  |
| 2004             | ヴィトーリア     |                  | セリエA          |                  |                  |                  | -                | -                |                  |                  |                  |
| 2005             | ヴィトーリア     | セリエB          |                  |                  |                  |                  | -                | -                |                  |                  |                  |
| 2006             | ヴィトーリア     | セリエC          |                  |                  |                  |                  | -                | -                |                  |                  |                  |
| 2007             | クルゼイロ       |                  | セリエA          | 23               | 7                | -                | -                | -                | -                | 23               | 7                |
| 2008             | ヴィトーリア     |                  | セリエA          | 15               | 3                | -                | -                | -                | -                | 15               | 3                |
| 2009             | フルミネンセ     |                  | セリエA          | 0                | 0                | -                | -                | -                | -                | 0                | 0                |
| 2009             | ヴィトーリア     |                  | セリエA          | 30               | 8                | -                | -                | -                | -                | 30               | 8                |
| 日本             | 日本             | 日本             | 日本             | リーグ戦         | リーグ戦         | リーグ杯         | リーグ杯         | 天皇杯           | 天皇杯           | 期間通算         | 期間通算         |
| 2010             | 柏               | 11               | J2               | 32               | 13               | -                | -                | 3                | 4                | 35               | 17               |
| 2011             | 柏               | 10               | J1               | 30               | 15               | 2                | 0                | 3                | 3                | 35               | 18               |
| 2012             | 柏               | 10               | J1               | 28               | 10               | 3                | 4                | 2                | 2                | 33               | 16               |
| 2013             | 柏               | 10               | J1               | 12               | 2                | 1                | 0                | 1                | 0                | 14               | 2                |
| 2014             | 柏               | 10               | J1               | 5                | 0                | 1                | 0                | -                | -                | 6                | 0                |
| 2014             | 名古屋           | 33               | J1               | 11               | 2                | -                | -                | 2                | 1                | 13               | 3                |
| 2015             | 名古屋           | 33               | J1               | 3                | 0                | 0                | 0                | 0                | 0                | 3                | 0                |
| ブラジル         | ブラジル         | ブラジル         | ブラジル         | リーグ戦         | リーグ戦         | ブラジル杯       | ブラジル杯       | オープン杯       | オープン杯       | 期間通算         | 期間通算         |
| 2016             | ヴィトーリア     |                  | セリエA          |                  |                  |                  |                  | -                | -                |                  |                  |
| 2017             | ポルトゥゲーザ   |                  | セリエD          |                  |                  |                  |                  | -                | -                |                  |                  |
| 日本             | 日本             | 日本             | 日本             | リーグ戦         | リーグ戦         | リーグ杯         | リーグ杯         | 天皇杯           | 天皇杯           | 期間通算         | 期間通算         |
| 2017             | 横浜FC           | 40               | J2               | 19               | 3                | -                | -                | -                | -                | 19               | 3                |
| 2018             | 横浜FC           | 40               | J2               | 38               | 11               | -                | -                | 0                | 0                | 38               | 11               |
| 2019             | 横浜FC           | 40               | J2               | 33               | 6                | -                | -                | 0                | 0                | 33               | 6                |
| 2020             | 横浜FC           | 40               | J1               | 8                | 0                | 1                | 0                | -                | -                | 9                | 0                |
| 通算             | ブラジル         | ブラジル         | セリエA          | 68               | 18               | -                | -                | -                | -                | 68               | 18               |
| 通算             | 日本             | 日本             | J1               | 97               | 29               | 8                | 4                | 8                | 6                | 113              | 39               |
| 通算             | 日本             | 日本             | J2               | 122              | 33               | -                | -                | 3                | 4                | 125              | 37               |
| 総通算           | 総通算           | 総通算           | 総通算           | 287              | 80               | 8                | 4                | 11               | 10               | 306              | 94               |

その他の公式戦
- 2012年
  - スーパーカップ 1試合1得点
- 2013年
  - スーパーカップ 1試合0得点

| 国際大会個人成績 | 国際大会個人成績 | 国際大会個人成績 | 国際大会個人成績 | 国際大会個人成績 | FIFA      | FIFA      |
| 年度             | クラブ           | 背番号           | 出場             | 得点             | 出場      | 得点      |
| AFC              | AFC              | AFC              | ACL              | ACL              | クラブW杯 | クラブW杯 |
| ---------------- | ---------------- | ---------------- | ---------------- | ---------------- | --------- | --------- |
| 2011             | 柏               | 10               | -                | -                | 3         | 1         |
| 2012             | 柏               | 10               | 7                | 5                | -         | -         |
| 2013             | 柏               | 10               | 6                | 3                | -         | -         |
| 通算             | AFC              | AFC              | 13               | 8                | 3         | 1         |

- Jリーグ初出場 - 2010年3月14日 J2第2節 栃木SC戦 （栃木県グリーンスタジアム）
- Jリーグ初得点 - 2010年3月28日 J2第4節 東京ヴェルディ戦 （味の素スタジアム）

## タイトル

### クラブ
ECヴィトーリア
- バイーア州選手権：2002, 2003, 2004, 2005, 2009, 2016

クルゼイロEC
- ミナスジェライス州選手権：2008

柏レイソル
- Jリーグ ディビジョン2：2010
- Jリーグ ディビジョン1：2011
- FUJI XEROX SUPER CUP：2012
- 天皇杯全日本サッカー選手権大会：2012
- ヤマザキナビスコカップ：2013

### 個人
- Jリーグ最優秀選手賞：2011
- Jリーグベストイレブン：2011, 2012
- J2 月間MVP：2018年11月